# Рахими, Суфьян
Суфья́н Рахими́ (араб. سفيان رحيمي‎; род. 2 июня 1996, Касабланка) — марокканский футболист, вингер клуба «Аль-Айн» и сборной Марокко. Участник Олимпийских игр 2024 в Париже.

## Клубная карьера
Воспитанник клуба «Раджа». В 2017 году на правах годовой аренды выступал за «Этоль Касабланка». После окончания аренды вернулся в «Раджу». В 2018 году дебютировал за основной состав в Ботола лиге. В своём дебютном сезоне на высшем уровне помог команде завоевать Кубок конфедераций КАФ, забив четыре гола, два из который пришлись на финальный матч против конголезской «Виты». В следующем сезоне стал чемпионом Марокко, а также выиграл арабскую лигу чемпионов. В 2021 году во второй раз стал победителем Кубка конференций КАФ.
Летом 2021 года перешёл в арабский «Аль-Айн». В матче против «Бани Яс» дебютировал в арабской Про-лиге. 17 сентября в поединке против «Аль-Иттихада» забил первый гол за «Аль-Айн». В дебютном сезоне выиграл чемпионат, а в 2024 году Лигу чемпионов АФК, став лучшим бомбардиром турнира.

## Международная карьера
18 января 2021 года в матче чемпионата африканских наций против сборной Того дебютировал за сборную Марокко. 26 января в поединке турнира против сборной Уганды сделал «дубль», забив первые голы за национальную команду.
В 2022 году принял участие в Кубке Африки 2021 в Камеруне. На турнире сыграл в матчах против команд Ганы и Египта.
В 2024 году Рахими был включён в заявку олимпийской сборной Марокко на участие в Олимпийских играх в Париже. На турнире он сыграл в матчах против команд Аргентины, Украины, Ирака, США, Испании и Египта. Рахими забил 8 мячей во всех поединках турнира и стал его лучшим бомбардиром. 

### Голы за сборную Марокко
| # | Дата           | Место                                    | Противник | Счёт | Результат | Соревнование                     |
| - | -------------- | ---------------------------------------- | --------- | ---- | --------- | -------------------------------- |
| 1 | 26 января 2021 | Стад де ла Реюнификацьон, Дуала, Камерун | Уганда    | 1:2  | 2:5       | Чемпионат африканских наций 2020 |
| 2 | 26 января 2021 | Стад де ла Реюнификацьон, Дуала, Камерун | Уганда    | 1:4  | 2:5       | Чемпионат африканских наций 2020 |
| 3 | 31 января 2021 | Стад де ла Реюнификацьон, Дуала, Камерун | Замбия    | 1:0  | 3:1       | Чемпионат африканских наций 2020 |
| 4 | 3 февраля 2021 | Лимбе Стэдиум, Лимбе, Камерун            | Камерун   | 2:0  | 4:0       | Чемпионат африканских наций 2020 |
| 5 | 3 февраля 2021 | Лимбе Стэдиум, Лимбе, Камерун            | Камерун   | 3:0  | 4:0       | Чемпионат африканских наций 2020 |
| 6 | 4 декабря 2021 | Ахмед бин Али, Эр-Райян, Катар           | Иордания  | 0:4  | 0:4       | Кубок арабских наций 2021        |
| 7 | 12 июня 2024   | Аль-Индиаат, Агадир, Марокко             | Конго     | 0:6  | 0:6       | Чемпионат мира 2026 квалификация |

## Достижения

### Командные
«Раджа»
- Победитель Ботола лиги: 2019/20
- Победитель арабской лиги чемпионов: 2019/20
- Обладатель Кубка Конфедераций КАФ (2): 2018, 2020/21
- Обладатель Суперкубка КАФ: 2019

«Аль-Айн»
- Победитель Про-лиги: 2021/22
- Победитель лиги чемпионов АФК: 2023/24

### Индивидуальные
- Лучший бомбардир лиги чемпионов АФК (13 голов): 2023/24